# Schwimmreifen

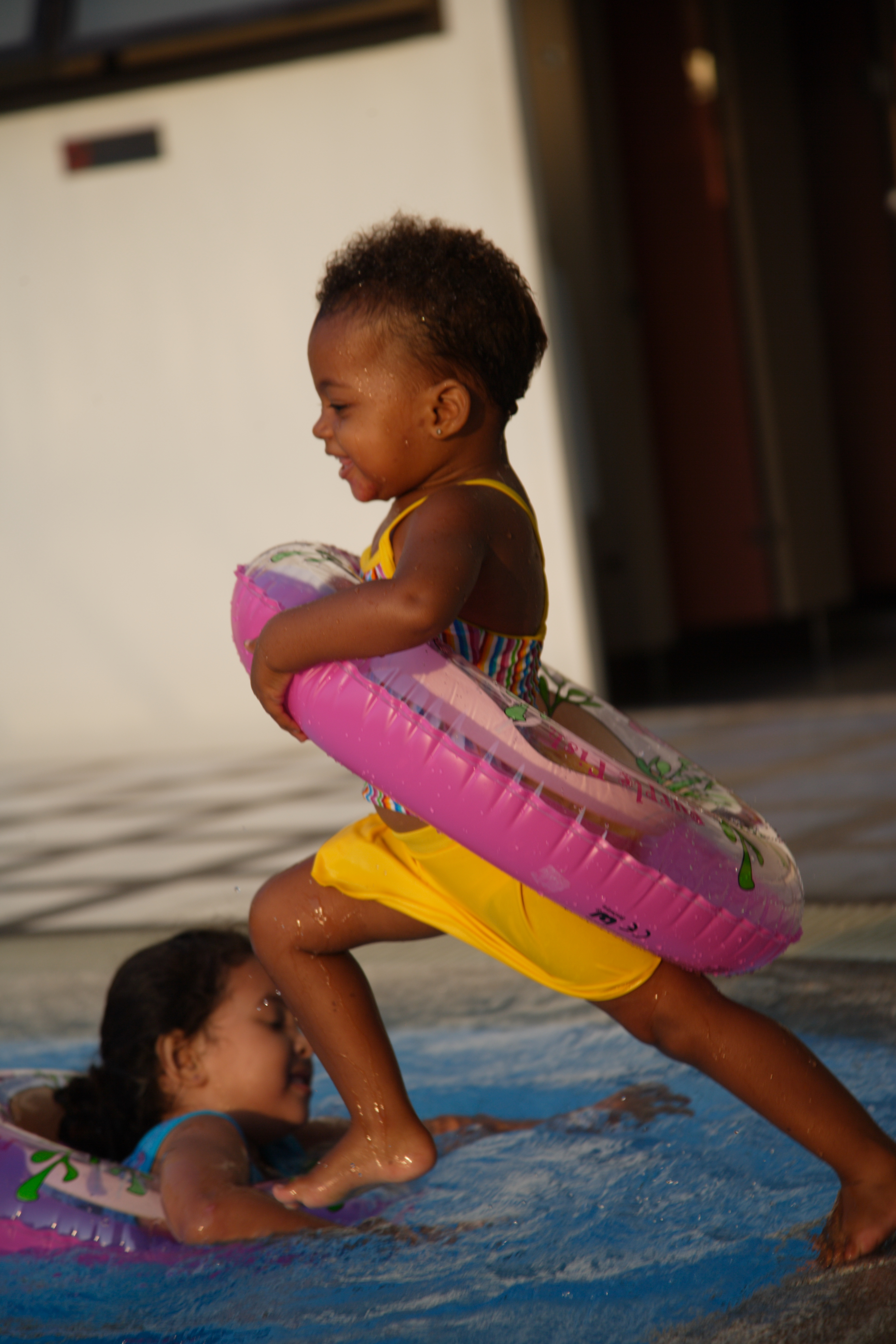
Kinder mit Schwimmreifen

Bei einem Schwimmreifen oder Schwimmring handelt es sich um eine ringförmige Schwimmhilfe in Gestalt eines Rettungsrings.

## Verwendung
Schwimmreifen werden sowohl als Lernhilfe beim Schwimmunterricht eingesetzt, dienen aber auch als reines Spielgerät. Die zur Stabilisierung des Schwimmers nötige Auftriebskraft im Wasser wird durch Verwendung eines aufgeblasenen, luftdichten Kunststoffmaterials oder durch eine Luftkammer erzeugt.

## Andere Bezeichnung
In den 1920er und 1930er Jahren war der Begriff Gummikavalier zur Bezeichnung von Schwimmreifen und Schwimmpuppen verbreitet (vgl. den Schlager „Amalie geht mit’m Gummikavalier“ von Siegwart Ehrlich aus dem Jahre 1927), da er den Nichtschwimmer sozusagen auf Händen über das Wasser trägt.

## Umgangssprachliche Bedeutung
In Österreich und Süddeutschland wird der Begriff umgangssprachlich auch für Adipositas und Stammfettsucht verwendet.